# Stary Bogumin
Stary Bogumin (hist. Bogumin, cz. Starý Bohumín, niem. Oderberg) – część miasta Bogumina w kraju morawsko-śląskim, w powiecie Karwina w Czechach. Jest to także gmina katastralna o powierzchni 496,39 ha. Liczba mieszkańców wynosi 1518, a adresów 433. Stary Bogumin leży nad rzeką Odrą, która w tym miejscu stanowi granicę z Polską.

## Historia
Po raz pierwszy wzmiankowane w 1256 jako Bogun. W 1291 wzmiankowana została tutejsza parafia katolicka. Przez miejscowość miała prowadzić Kolej Północna, lecz powstała w szczerym polu 3 km na południe, w granicach Szonychlu. Przyczynił się do tego niechętny kolei lokalny proboszcz, który odmówił sprzedania pod budowę części działki kościelnej. W następnych dekadach okolice stacji szybko się rozwinęły, a stary Bogumin tracił stopniowo na znaczeniu w porównaniu do nowej osady.
Według austriackiego spisu ludności z 1910 Oderberg Stadt, bez Pudłowa, miał 2794 mieszkańców, z czego 2563 było zameldowanych na stałe, 1198 (46,7%) było niemiecko-, 1080 (42,1%) polsko-, 284 (11,1%) czesko- a 1 innojęzyczna, 2601 (93,1%) było katolikami, 93 (3,3%) ewangelikami, 1 kalwinistą, 72 (2,6%) wyznawcami judaizmu a 27 (1%) innej religii lub wyznania. W tym samym roku Szonychel liczy już aż 7602, Pudłów również przerósł miasto nad Odrą, gdyż w 1910 miał 3016 mieszkańców.
Bogumin (Stary) połączono z Nowym Boguminem (wraz z Szonychlem, Zabłociem, Skrzeczoniem, Pudłowem i Wierzbicą) po raz pierwszy w 1949 by utworzyć nowe miasto, nazwę odziedziczając po jego najstarszej składowej. Administracyjna nazwa Stary Bogumin pojawia się dopiero w 1954. W 1960, po rozpadzie Bogumina staje się znów samodzielnym miastem jako Stary Bogumin. W 1973 połączony ponownie z sąsiednimi miejscowościami w miasto Bogumin.

## Galeria

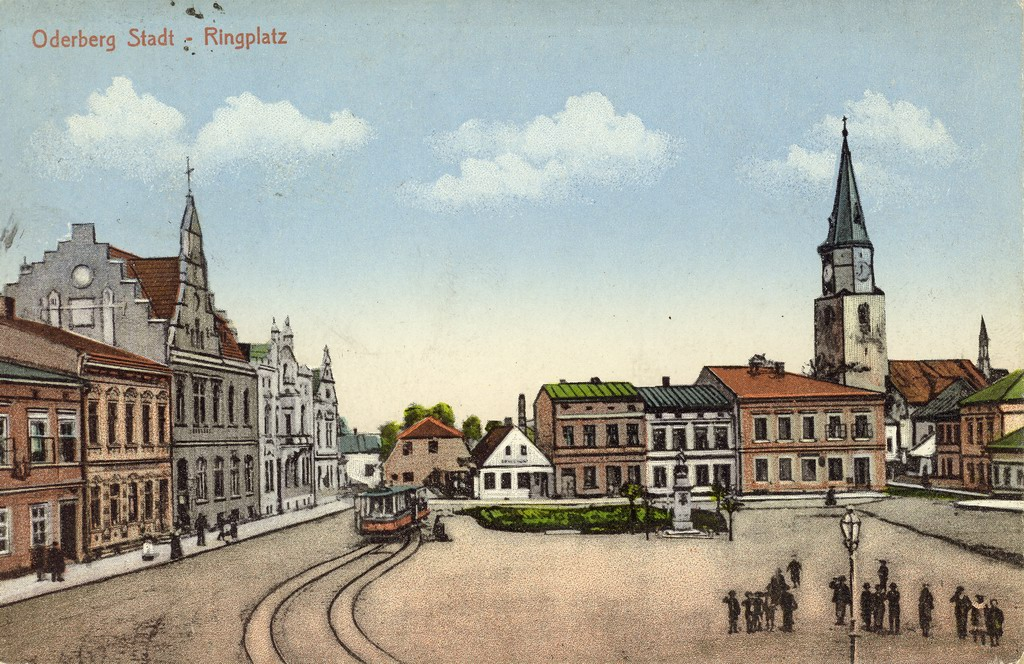
Rynek
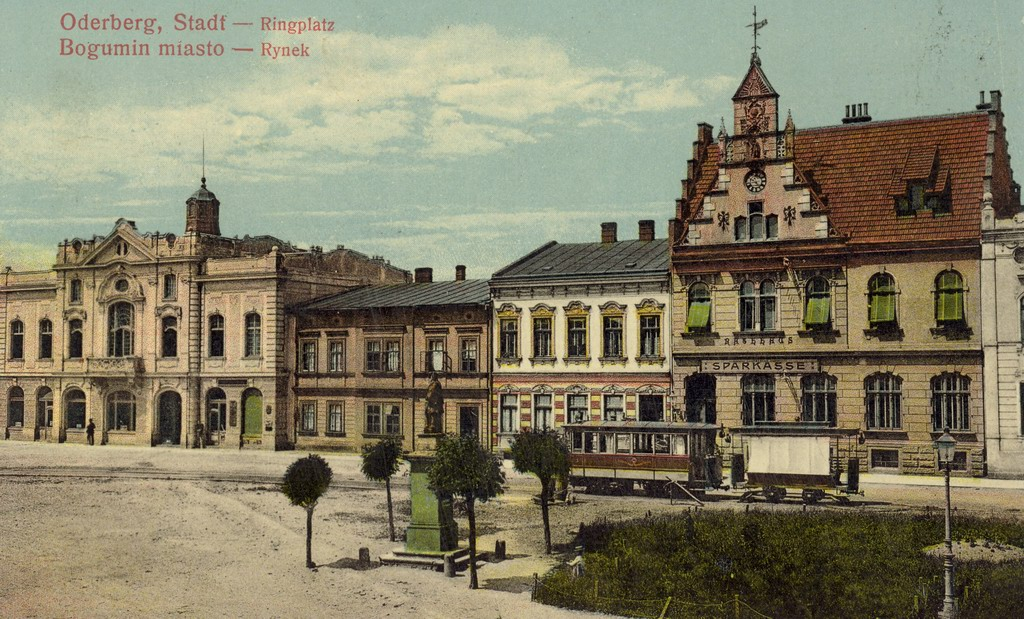
Rynek
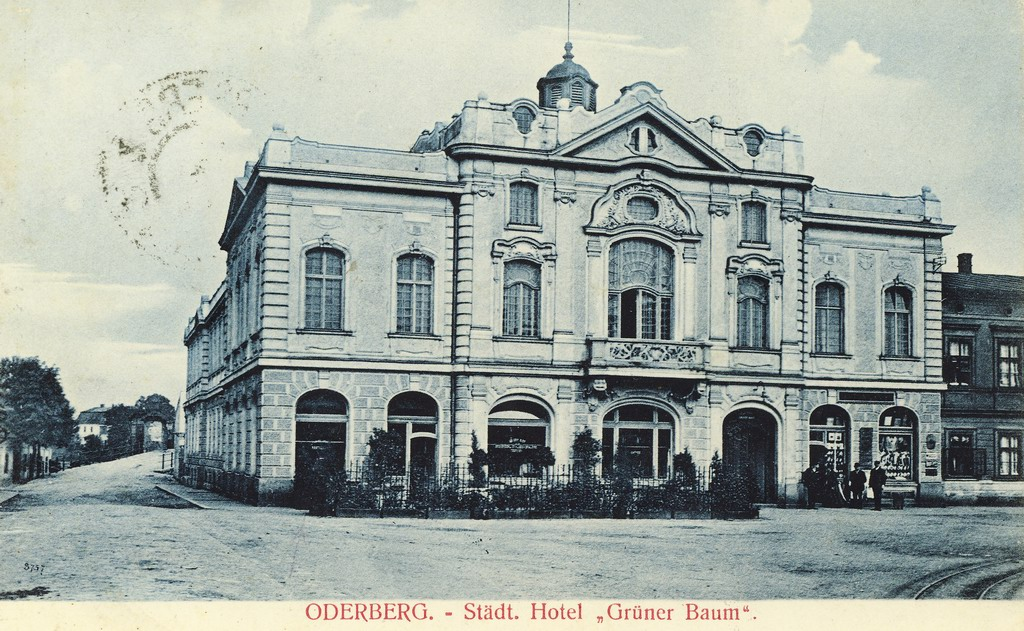
Hotel Grüner Baum/Pod Zielonym Dębem
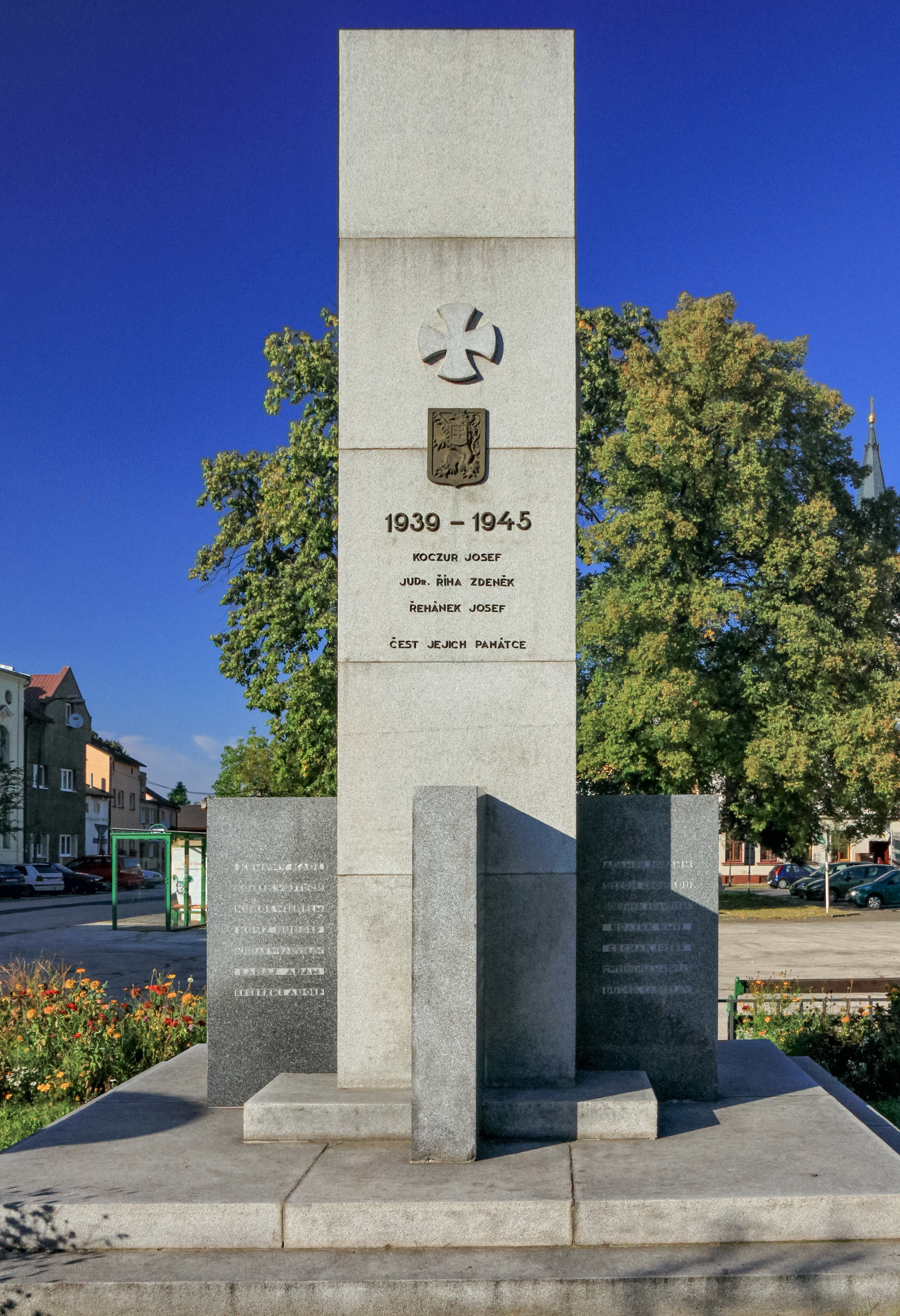
Pomnik poległym podczas II wojny światowej
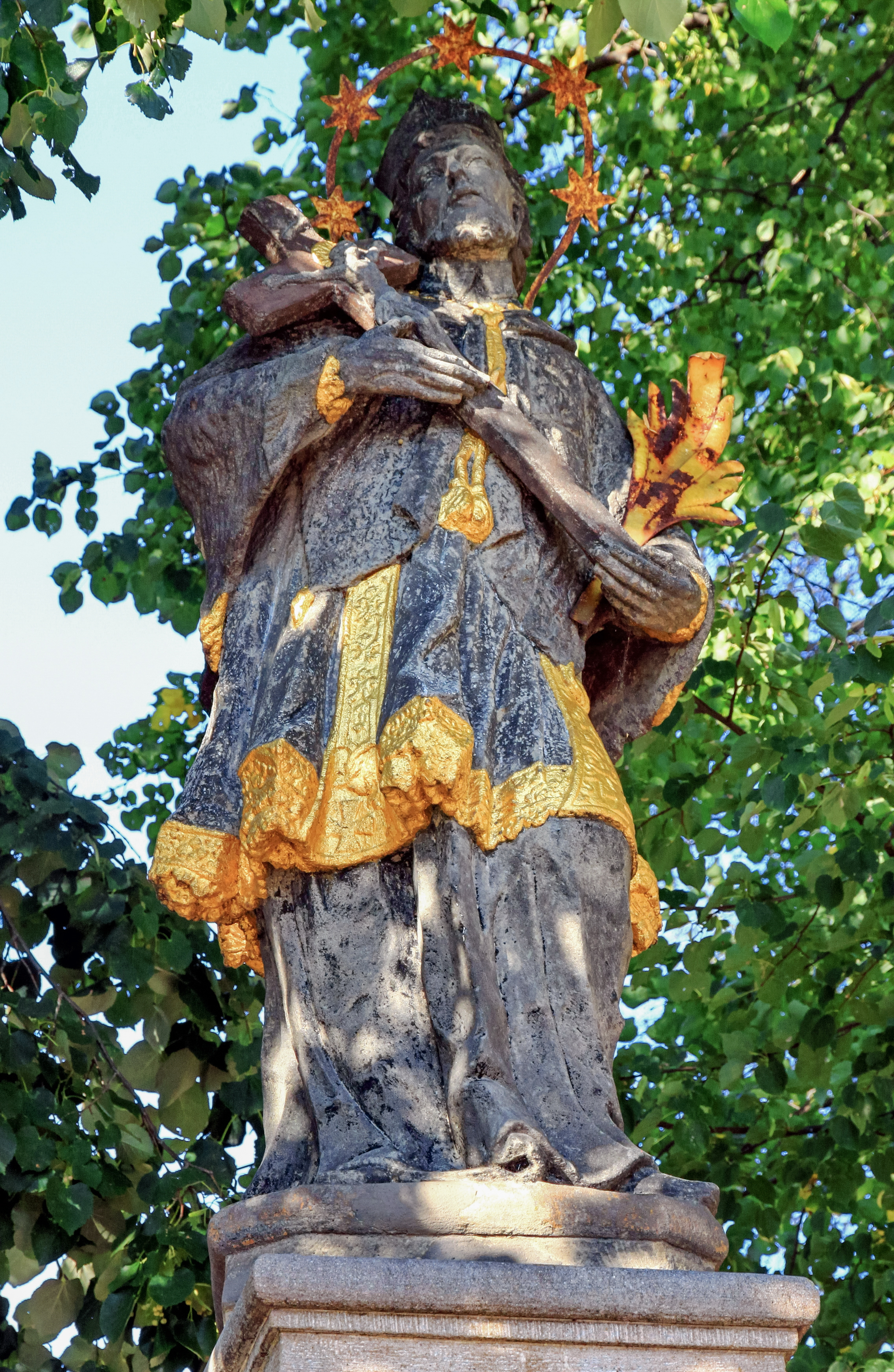
Pomnik św. Jana Nepomucena
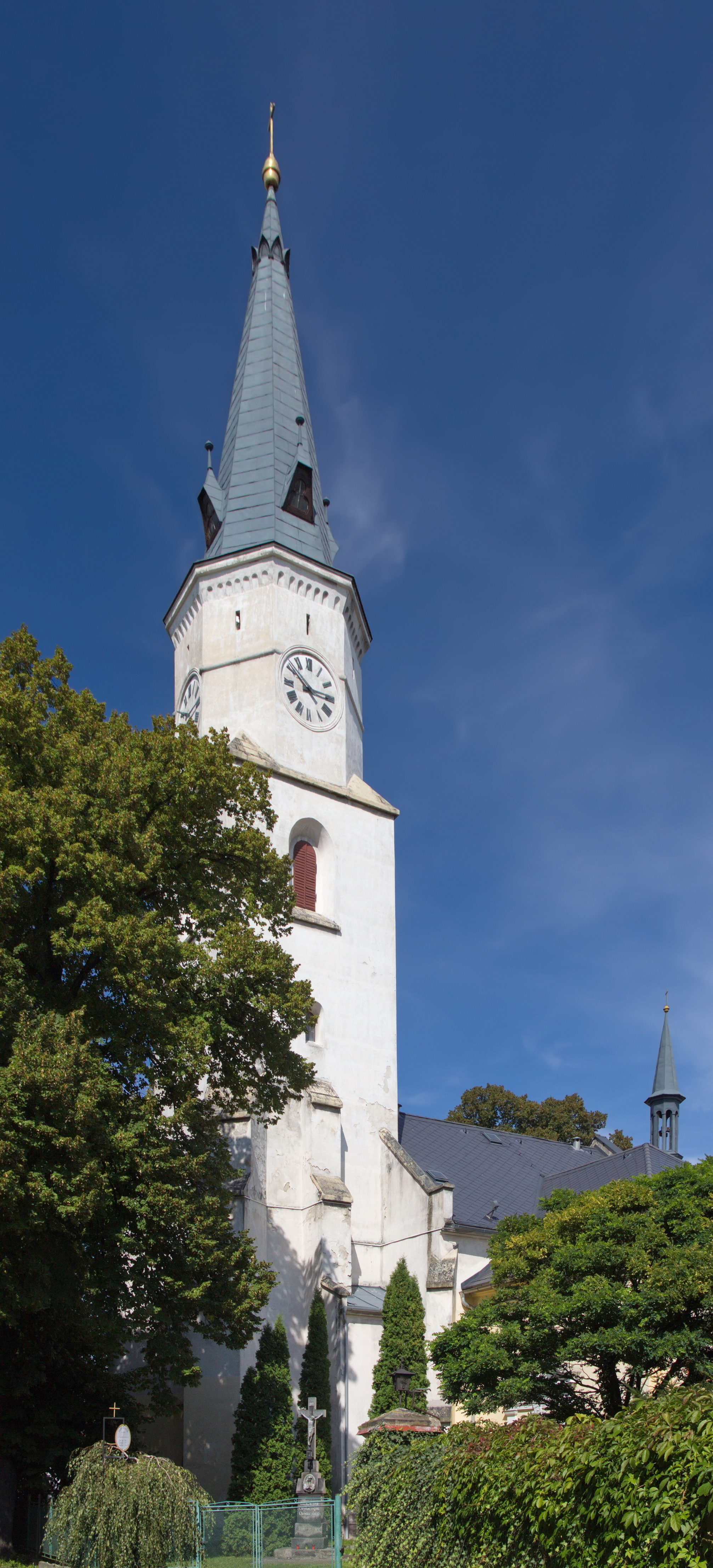
Kościół Narodzenia Maryi Panny w Starym Boguminie
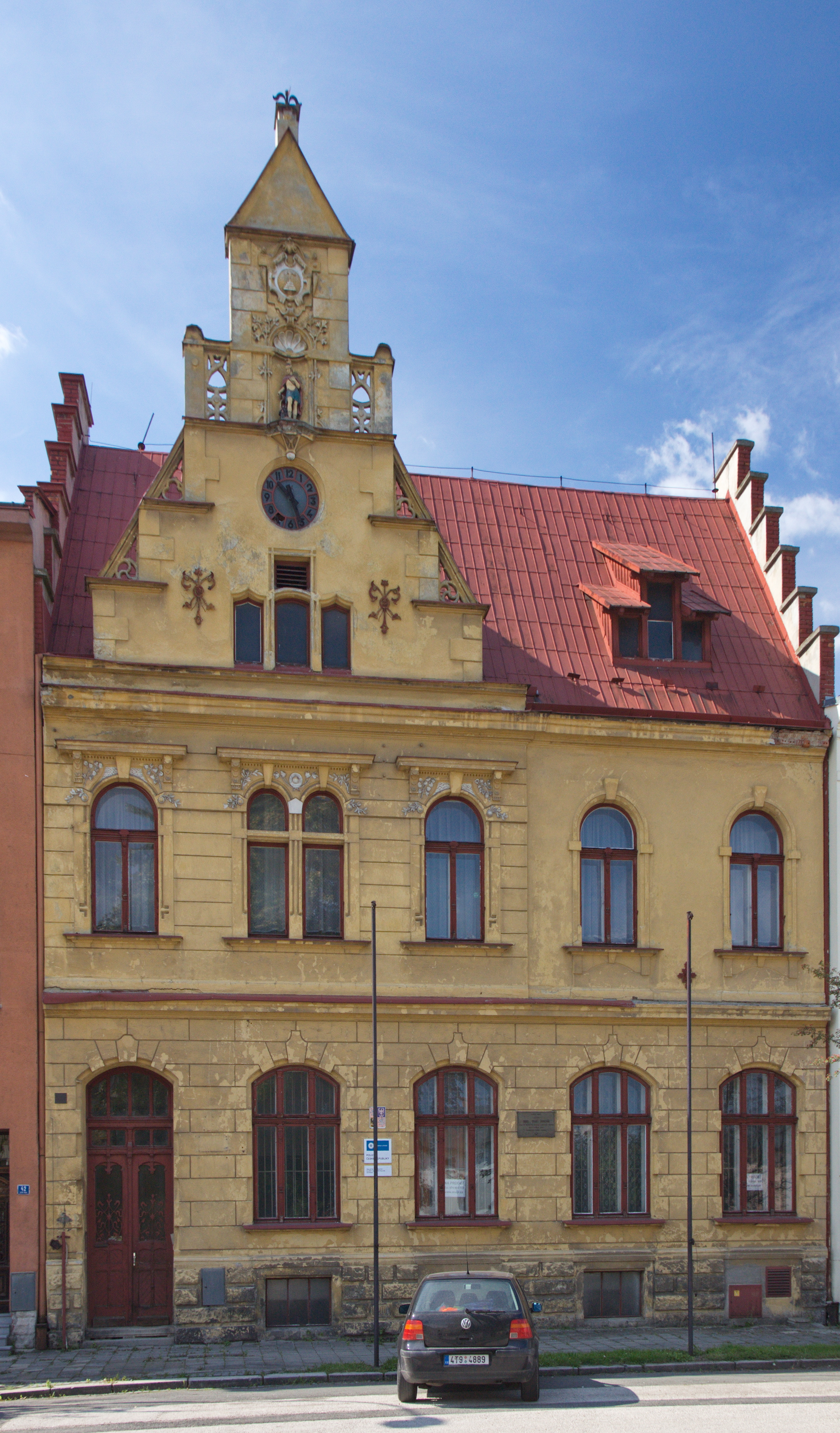
Dawny Ratusz w Starym Boguminie
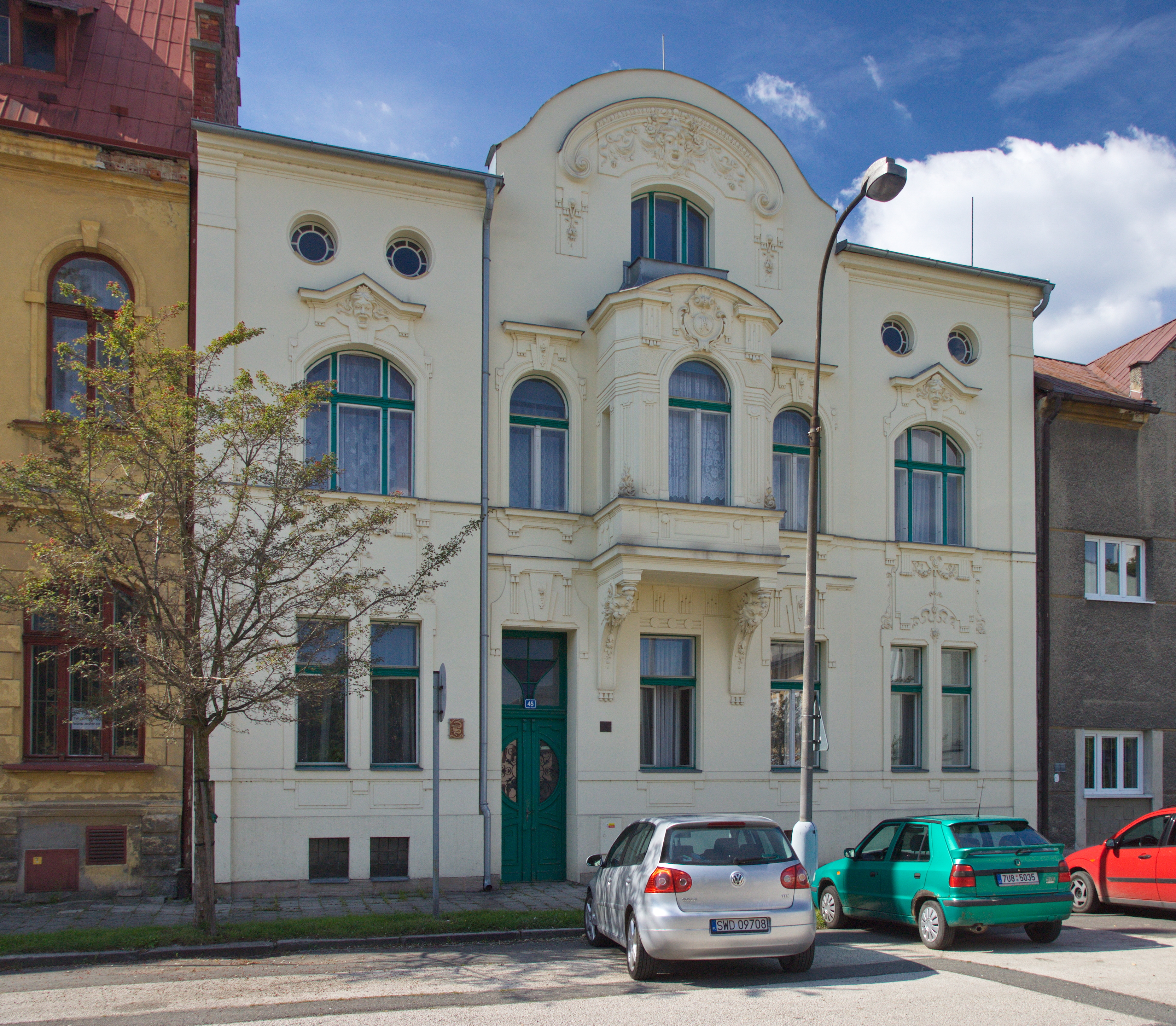
Zabytkowa kamienica
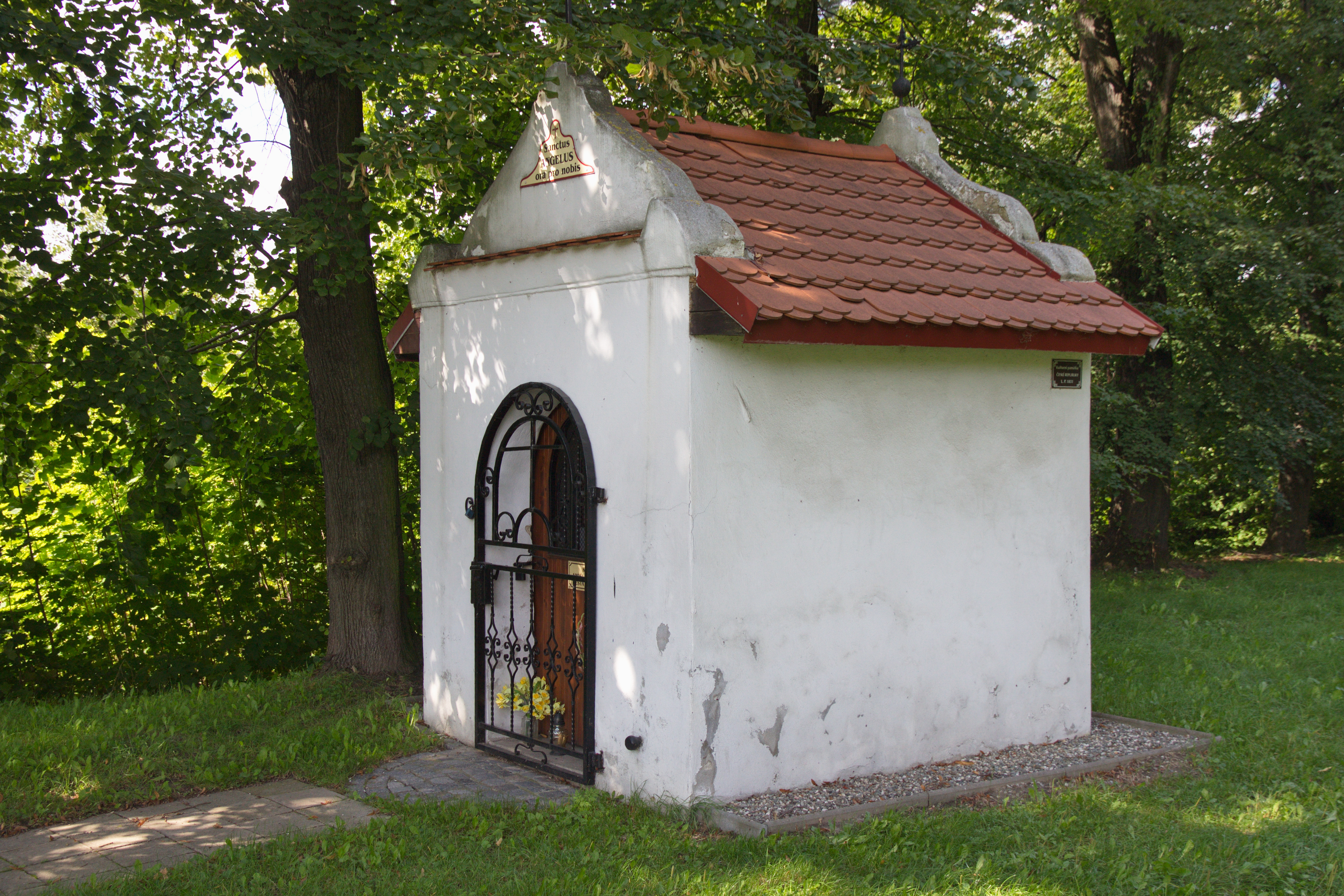
Kaplica Anioła Stróża, na byłym cmentarzu cholerycznym
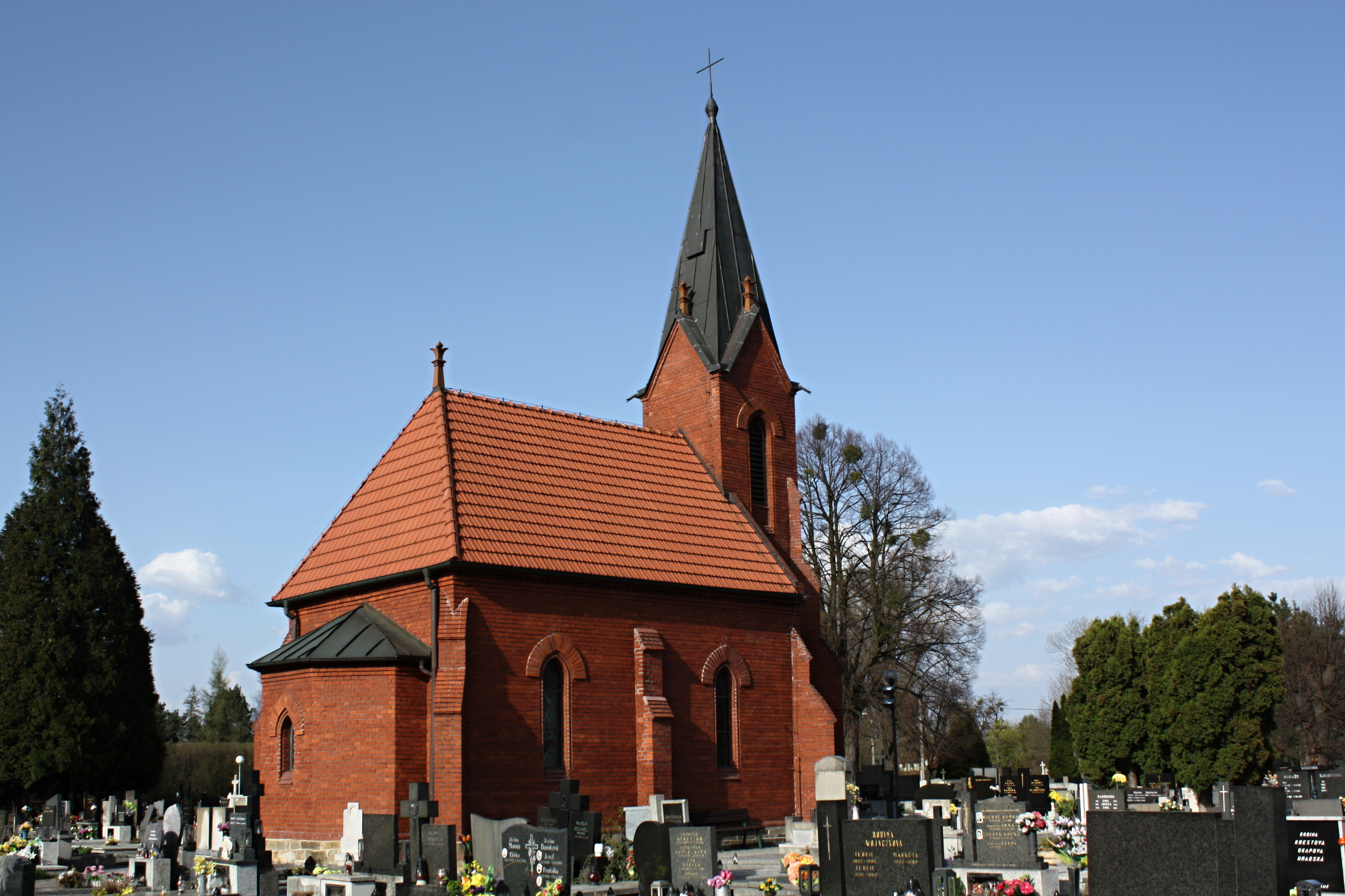
Zabytkowa kaplica Wszystkich Świętych